# Grupa szturmowa

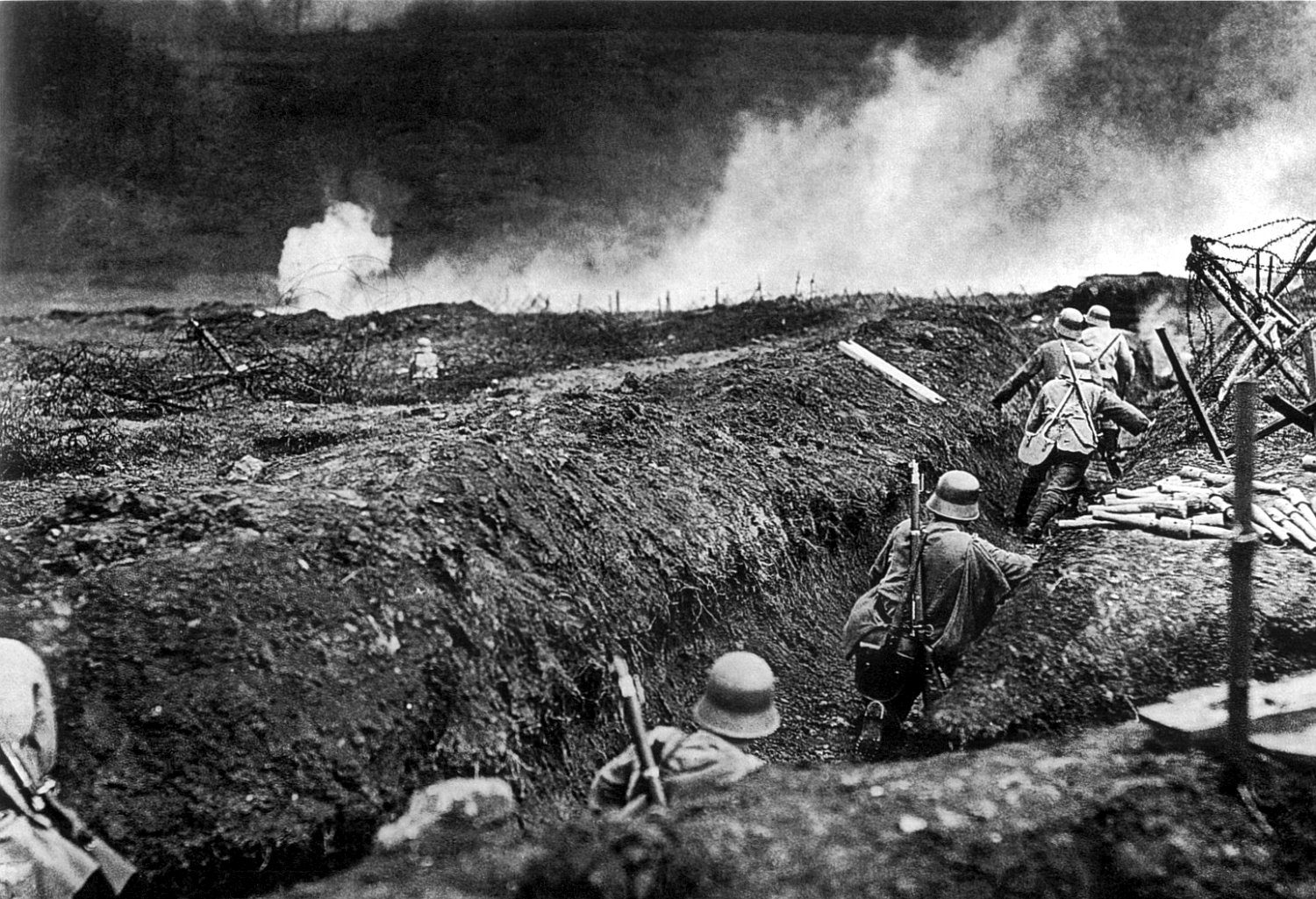
Niemiecka grupa szturmowa (Sedan, 1917 r.)

Grupa szturmowa – doraźnie zorganizowany zespół żołnierzy przeznaczony do wykonywania szturmów (blokowania, niszczenia lub zdobywania trwałych obiektów obronnych stałych lub polowych).